# Jörg Borgias Quenzer
Jörg Borgias Quenzer (* 10. November 1961) ist ein deutscher Japanologe.

## Leben
Ab 1984 studierte er Japanologie, Germanistik und Philosophie an der Universität zu Köln. Von 1992 bis 2005 war er wissenschaftlicher Mitarbeiter der Abt. Japanologie, Universität zu Köln, es folgten mehrere Forschungsaufenthalte in Japan (u. a. Keiô daigaku und Ôsaka shiritsu daigaku). Nach der Promotion 1998 im Fach Japanologie in Köln war von 2004 bis 2006 wissenschaftlicher Mitarbeiter der Abt. für Sprache und Kultur Chinas am Asien-Afrika-Institut der Universität Hamburg (Projekt Manuskriptkulturen). Nach der Habilitation 2006 an der Philosophischen Fakultät der Universität zu Köln; venia legendi: Japanologie lehrt er seit 2006 als Professor für Japanologie (Bereich: Literatur und Kulturgeschichte) an der Abt. für Sprache und Kultur Japans am Asien-Afrika-Institut der Universität Hamburg. 2012 hatte er einen Forschungsaufenthalt am Kokusai Nihon Bunka Kenkyū Center (Nichibunken, Kyôto).
Seine Forschungsschwerpunkte sind Literaturgeschichte Japans, Literatur der klassischen Zeit (kodai) und des Mittelalters (chûsei), Buddhismus und Literatur, Geistes- und Kulturgeschichte (Mentalitätsgeschichte u. ä.) und Manuskriptkultur.

## Werke (Auswahl)
- Buddhistische Traum-Praxis im japanischen Mittelalter (11.–15. Jahrhundert). Zur Bedeutung eines Motivs in Biographien und biographischen Materialien des buddhistischen Klerus (= Mitteilungen der Gesellschaft für Natur- und Völkerkunde Ostasiens Hamburg. Band 132). Gesellschaft für Natur- und Völkerkunde Ostasiens, Hamburg 2000, ISBN 3-928463-67-5 (zugleich Dissertation, Köln 1998).
- mit Elisabeth Schneider (Hrsg.): Oskar Benl: „Mit den Sternen nächtlich im Gespräch …“. Moderne japanische Haiku (= Reihe Phönixfeder. Band 8). Ostasien Verlag, Gossenberg 2011, ISBN 978-3-940527-29-5.
- (Hrsg.): Ausstellungskatalog „Manuskriptkulturen, Manuscript cultures“. Anlässlich der Ausstellung „Faszination Handschrift: 2000 Jahre Manuskriptkulturen in Asien, Afrika und Europa“ in der Staats- und Universitätsbibliothek Hamburg vom 17. November 2011 bis 8. Januar 2012 (= Manuscript cultures. mc. Nummer 4.2011). Universität Hamburg, Hamburg 2011.
- mit Dmitry Bondarev und Jan-Ulrich Sobisch (Hrsg.): Manuscript cultures. Mapping the field (= Studies in manuscript cultures. Band 1). De Gruyter, Berlin 2014, ISBN 978-3-11-022562-4.